# Vítor Sá
Vítor Sá (Funchal, 2 de janeiro de 1965) é um piloto de ralis português.
Dez títulos e 66 vitórias em rallys no campeonato Madeirense de Rais, que se disputa na integra com o pisos de asfalto, ao longo de 25 anos de carreira, fazem de Vítor Sá, o mais vitorioso dos pilotos madeirenses.
Iniciou a sua carreira desportiva no karting, modalidade onde se sagrou campeão regional  em 1986 participa no seu primeiro rali, no Rali Luís Mendes, com um Renault 5 GT Turbo. A sua primeira vitória em um rali surgiu em 1989, num Toyota Corola GT, da extinta equipa União Comercial do Funchal em que se notabilizou como piloto.
O seu primeiro título surge em 1992, sendo campeão regional no grupo de produção como em termos de geral absoluta, a bordo de um  Ford Sierra Cosworth Team Vespas. Em 2009, voltaria a tripular uma viatura do agrupamento de produção com um Mitsubishi Lancer Evolution X , num ano muito mau, em termos de fiabilidade da viatura.
Em 1994 forma a sua própria equipa o team Sá Competições, ganhando 9 títulos de campeão regional Madeirense.
O ano de 2006 foi o mais activo da sua extensa carreira, disputando o Campeonato Madeirense (Sagrando-se campeão) como o Campeonato Português de ralis (com pouco sucesso) perfazendo assim 15 ralis de asfalto e terra com um Renault Clio S1600 .
O marco mais importante da sua carreira ocorreu em 2004 se consagrou vencedor absoluto de uma prova do Campeonato da Europa de Ralis , mais concretamente o Rali Vinho da Madeira, com um Peugeot 306 Maxi Kit Car. Este feito veio consagrá-lo como um dos grandes pilotos nacionais em pisos de asfalto.

## Palmarés
Palmarés ao longo da sua carreira:
- 1987 – Campeão Regional de Karting 100 cc.
- 1988 – Início da carreira de piloto de rali ao volante de um Renault 5 GT turbo.
- 1989 – Ingresso na equipa oficial da Toyota Madeira
  - 2º lugar absoluto no Rali de Santa Cruz
  - 2º lugar absoluto no Rali Costa Noroeste
  - 2º lugar absoluto no Rali do Nacional
  - 2º lugar absoluto no Rali do Marítimo
- 1990 – Piloto do Team Toyota Madeira
  - 2º lugar absoluto no Rali da Camacha
  - 1º lugar absoluto no Rali do Nacional
  - 1º lugar absoluto na Rampa do Porto da Cruz
  - 1º lugar absoluto na Rampa Santo/Poiso
- 1991 - Piloto do Team Toyota Madeira
  - 2º lugar absoluto no Rali da Camacha
  - 1º lugar absoluto no Rali Luís Mendes
  - 2º lugar absoluto no Rali de Santa Cruz
  - 2º lugar absoluto na Rampa Santo/Poiso
  - 2º lugar absoluto na Rampa de Santana
  - 1º lugar absoluto no Rali 100 À Hora
- 1992 – Piloto do Team Vespas
  - 2º lugar absoluto no Rali da Camacha
  - 2º lugar absoluto no Rali Costa Noroeste
  - 1º lugar absoluto no Rali Luís Mendes
  - 1º lugar absoluto no Rali do Marítimo
  - Vencedor do agrupamento de Produção no Rali Vinho Madeira
  - Piloto prioritário FISA B
  - 1º lugar absoluto na Rampa da Boa Morte
  - 1º lugar absoluto na Rampa de Santana
  - 2º lugar absoluto na rampa do Ribeiro Frio
  - Campeão Regional Absoluto de Ralis
  - Campeão Regional de Ralis do Grupo N – Produção
  - Campeão Regional Absoluto de Rampas
  - Campeão Regional de Rampas do Grupo N – Produção
- 1993 – Piloto do Team Vespas
  - 2º lugar absoluto no Rali Luís Mendes
  - 1º lugar absoluto no Rali do Marítimo
  - 2º lugar absoluto no Rali de Santana
  - Campeão Regional de Rampas do Grupo N – Produção
- 1994  – Piloto Team Super Sá
  - 1º lugar F2 no Rali Santagro
  - 1º lugar F2 no Rali de Santana
  - 5º lugar F2 no Rali da Maia
  - 3º lugar F2 no Rali Sopete/Póvoa do Varzim
  - Participação no Troféu Carina (Campeonato Nacional de Velocidade)
- 1995 – Piloto Team SÁ Competições
  - 7º lugar absoluto no Rali Sopete/Póvoa do Varzim
  - Participação no Troféu Carina (Campeonato Nacional de Velocidade)
- 1996 – Piloto Team SÁ Competições
  - 2º lugar da F2 e 4º lugar absoluto no Rali Vinho Atlantis
  - 2º lugar da F2 e 3º lugar absoluto no Rali Luís Mendes
  - 2º lugar da F2 e 3º lugar absoluto no Rali Coca-Cola/Santa Cruz
  - 2º lugar da F2 e 4º lugar absoluto no Rali Costa Noroeste
  - 1º lugar da F2 e 3º lugar absoluto no Rali Bingo
  - Vencedor do Troféu Regional (F2) em Renault Clio Williams
  - 3º classificado absoluto no Campeonato Regional de Ralis

1997 – Piloto SÁ Competições – Renault Mégane Máxi
- - 2º lugar absoluto e 2º lugar F2 no Rali Bingo
  - 1º lugar absoluto e 1º lugar F2 no Rali Luís Mendes
  - 2º lugar absoluto e 2º lugar F2 no Rali de Santa Cruz
  - 10º lugar absoluto, 6º lugar da F2, 7º lugar entre os portugueses e 2º madeirense no Rali Vinho Madeira
  - 1º lugar absoluto e 1º lugar da F2 no Rali Costa Noroeste
  - Vice-Campeão Regional Absoluto de Ralis da Madeira
  - 2º Classificado no Troféu Regional (F2)
  - 2º Classificado no Agrupamento de Turismo do Campeonato Regional de Ralis
  - 5º lugar absoluto e na F2 no Rali Casinos do Algarve
- 1998 – Piloto SÁ Competições – Renault Mégane Maxi
  - 1º lugar absoluto e 1º lugar na F2 no Rali do Porto Santo
  - 1º lugar absoluto e 1º lugar na F2 no Rali da Camacha
  - 2º lugar absoluto e 2º lugar na F2 no Rali do Marítimo
  - 2º lugar absoluto e 2º lugar na F2 no Rali Luís Mendes
  - 7º lugar absoluto, 3º lugar na F2, Melhor piloto madeirense no Rali Vinho Madeira
  - 2º lugar absoluto e 2º lugar na F2 no Circuito Santacruzense
  - 2º lugar absoluto e 2º lugar na F2 no Rali Costa Noroeste
  - Vice-Campeão Regional Absoluto de Ralis da Madeira
  - 2º Classificado no Troféu Regional (F2)
  - 2º Classificado no Agrupamento de Turismo do Campeonato Regional de Ralis
- 1999 - Piloto SÁ Competições – Subaru Impreza WRX gr.A
  - 1º lugar absoluto no Rali da Camacha
  - 1º lugar absoluto no Rali do Porto Santo
  - 1º lugar absoluto no Rali Costa Noroeste
  - 1º lugar absoluto no Rali Machico
  - 1º lugar absoluto no Rali de Santa Cruz
  - 1º lugar absoluto no Rali Luís Mendes
  - Campeão Regional Absoluto de Ralis da Madeira
  - 1º Classificado no Agrupamento de Turismo do Campeonato Regional de Ralis
- 2000 - Piloto SÁ Competições – Subaru Impreza WRC
  - 1º lugar absoluto no Rali da Camacha
  - 1º lugar absoluto no Rali do Porto Santo Line
  - 1º lugar absoluto no Rali Luís Mendes
  - 1º lugar absoluto no Rali do Caniço
  - 1º lugar absoluto no Rali de Santa Cruz
  - 1º lugar absoluto no Rali de Machico
  - 1º lugar absoluto no Rali da Costa Noroeste
  - Campeão Regional Absoluto de Ralis da Madeira
  - 5º lugar no Rali Vinho Madeira
  - 10º lugar no Rali Lana em Itália
- 2001 - Piloto SÁ Competições – Subaru Impreza WRC
  - 1º lugar absoluto no Rali da Camacha
  - 1º lugar absoluto no Rali do Porto Santo Line
  - 1º lugar absoluto no Rali Luís Mendes
  - 1º lugar absoluto no Rali do Caniço
  - 9º lugar no Rali Vinho Madeira - Melhor equipa madeirense
  - 1º lugar absoluto no Rali da Costa Noroeste
  - 1º lugar absoluto no Rali de Machico
  - Campeão da Madeira de Ralis, absoluto, 2º Condutores e Agrupamentos de Turismo
- 2002 - Piloto SÁ COMPETICÕES – Peugeot 306 Maxi
  - 1º lugar absoluto no Rali do Porto Santo Line
  - 1º lugar absoluto no Rali Luís Mendes
  - 1º lugar absoluto no Rali de Santa Cruz
  - 1º lugar absoluto no Rali MT/Cidade de Machico
  - 1º lugar absoluto no Rali do Caniço
  - 1º lugar absoluto no Rali da Costa do Sol
  - 1º lugar absoluto no Rali do Nacional
  - Campeão da Madeira de Ralis
- 2003 - Piloto SÁ Competições – Peugeot 306 Maxi
  - 1º lugar absoluto no Rali da Camacha
  - 1º lugar absoluto no Rali do Porto Santo Line
  - 1º lugar absoluto no Rali Luís Mendes
  - 1º lugar absoluto no Rali de Santa Cruz
  - 1º lugar absoluto no Rali MT/Cidade de Machico
  - 4º lugar no Rali Vinho Madeira - Melhor equipa madeirense
  - 1º lugar absoluto no Rali do Caniço
  - 1º lugar absoluto no Rali da Costa do Sol
  - 1º lugar absoluto no Rali do Nacional
  - Campeão da Madeira de Ralis
- 2004 - Piloto SÁ Competições – Peugeot 306 Maxi
  - 1º lugar absoluto no Rali da Camacha
  - 1º lugar absoluto no Rali do Porto Santo Line
  - 1º lugar absoluto no Rali Luís Mendes
  - 1º lugar absoluto no Rali de Santa Cruz
  - 1º lugar absoluto no Rali do Caniço/Bingo
  - 1º lugar absoluto no Rali Vinho Madeira
  - 1º lugar absoluto no Rali Costa do Sol
  - 1º lugar absoluto no Rali Cidade de Machico
  - 6º lugar absoluto no Sata Rali dos Açores
  - Campeão de Ralis da Madeira
- 2005 – Piloto Sá Competições – Peugeot 206 Super 1600
  - 1º lugar absoluto no Rali da Camacha
  - 11º lugar absoluto no Rali de Portugal
  - 1º lugar absoluto no Rali do Porto Santo
  - 2º lugar absoluto e 1º pontuável para o campeonato no Rali da Calheta
  - Campeão de Ralis da Madeira
- 2006 – Piloto Sá Competições – Renault Clio Super 1600
  - Campeão de Ralis da Madeira
  - 3º Classificado no Campeonato Nacional de Ralis (Turismo)
- 2007 – Piloto Sá Competições – Fiat Punto Super 2000
  - Campeão de Ralis da Madeira
- 2008 – Piloto Sá Competições – Peugeot 207 S2000
  - 2º lugar absoluto no Rali da Camacha

Desistência do Rali da Calheta por acidente e abandono do Campeonato até ao fim de 2008
- 2009 – Piloto Sá Competições – Mitsubishi Lancer Evolução 10 ; Mitsubishi Lancer Evolução 9 ; Peugeot 206 S1600
- 2010 – Piloto Sá Competições - Peugeot 207 S2000 na Madeira e Mitsubishi Lancer Evo 10 e 207 S2000 no Campeonato Nacional
  - Vice-Campeão da Madeira de Ralis
- 2011 – Piloto Sá Competições / Olca Team - Peugeot 207 S2000
  - Campeão da Madeira de Ralis
  - Participação na Rampa do Paul do Mar ao volante de um Mitsubishi Lancer Evolução 10
  - 2012 - Piloto Sá Competições / Olca Team -Peugeot 207 S 2000
  - 1º lugar absoluto Rali de Santa Cruz 2012
  - 1º lugar absoluto Rali de Machico 2012
  - 2º lugar absoluto Rali Vinho Madeira 2012
- 2019 - Citroën DS3 R3T Max 
  - 7º lugar absoluto e 1º 2WD Rali da Calheta 2019
  - 4º lugar absoluto e 1º 2WD Rali da Ribeira Brava 2019
  - 8º lugar absoluto e 1º 2WD Rali do Faial 2019